# Beninská hymna
Hymna Beninu je píseň L'Aube Nouvelle (česky Úsvit nového dne). Text i hudbu složil Gilbert Jean Dagnon. Hymna byla přijata v roce 1960 k příležitosti vyhlášení nezávislosti Beninu.

## Oficiální text
Jadis à son appel, nos aïeux sans faiblesse
Ont su avec courage, ardeur, pleins d'allégresse
Livrer au prix du sang des combats éclatants.
Accourez vous aussi, bâtisseurs du présent,
Plus forts dans l'unité, chaqu'jour à la tâche,
Pour la postérité, construisez sans relâche.
Refrén:
Enfants du Bénin, debout !
La liberté d'un cri sonore
Chante aux premiers feux de l'aurore;
Enfants du Bénin, debout !
Quand partout souffle un vent de colère et de haine.
Béninois, sois fier, et d'une âme sereine,
Confiant dans l'avenir, regarde ton drapeau !
Dans le vert tu liras l'espor du renouveau,
De tes aïeux le rouge évoque le courage;
Des plus riches trésors le jaune est le présage.
Refrén
Tes monts ensoleillés, tes palmiers, ta verdure,
Cher Bénin, partout font ta vive parure.
Ton sol offre à chacun la richesse des fruits.
Bénin, désormais que tes fils tous unis
D'un fraternel élan partagent l'espérance
De te voir à jamais heureux dans l'abondance.
Refrén